# サン・リュイス飛行場
サン・リュイス飛行場（スペイン語: Aeródromo de San Luis, (ICAO: LESL)）は、スペイン・バレアレス諸島州サン・リュイスにある飛行場。バレアレス諸島のメノルカ島東端部に位置する。

## 歴史

### 開港
サン・リュイス飛行場はメノルカ島初の民間用飛行場であり、メノルカ島の主都マオー＝マオンに近いサン・リュイスに位置する。1920年代に建設され、1930年代後半のスペイン内戦時には軍用空港に転換された。1949年には税関空港としての設備が供えられ、8月には国内便・国際便の双方に対応する民間空港となった。その後サン・リュイス飛行場の交通量は増加し、二度にわたって滑走路の延長工事が行われた。これによって滑走路は1850メートルとなったが、ワイドボディ機の発着陸には対応できず、さらなる滑走路の延長はできなかった。

### 現代
1967年には王立マオー飛行クラブがサン・リュイス飛行場の運営者となり、飛行クラブが施設の維持管理を行っている。1969年3月24日にはマオー＝マオン郊外にサン・リュイス飛行場より規模の大きなメノルカ空港が開港し、すべての民間航空サービスはメノルカ空港に移管された。現在のサン・リュイス飛行場は、主にゼネラル・アビエーションなどに使用されており、年間に約3,000回の発着回数を有する。
2007年頃から2009年頃のサン・リュイス飛行場では、マクラーレン・F1、スクーデリア・フェラーリ、ルノーF1、トヨタF1、ホンダF1、BMWザウバーが直線空力テストを行った。イギリス・ヨーク州のエルヴィントン飛行場滑走路を利用してのテスト走行が2007年頃に騒音問題となったためである。2009年以降はシーズン中のテスト走行自体が禁止されている。